# Rudolf Chorý
Rudolf Chorý (17. dubna 1929 Nemilany – 10. října 2007 Olomouc) byl český sochař.

## Život
Rudolf Chorý pocházel z rodiny telegrafního montéra a za války se vyučil elektrikářem v Baťových závodech ve Zlíně a Frenštátu. Roku 1948 se stal studentem Baťovy Školy umění ve Zlíně. Jeho učiteli sochařství byli postupně Jan Kavan, Miloš Axman, Alois Sopr, Stanislav Mikuláštík a Jan Habarta. Po absolvování školy byl přijat roku 1952 na Akademii výtvarných umění v Praze do ateliéru Jana Laudy.
Spolužáky Rudolfa Chorého byli Jan Koblasa, Karel Nepraš, František Pacík, Josef Klimeš, Stanislav Hanzík nebo Valerián Karoušek.
Po absolvování AVU roku 1958 se Chorý vrátil na Moravu a působil nejprve v Šumperku a od roku 1962 v Olomouci. V letech 1962-1990 byl členem SČVU Olomouc, roku 1965 zvolen předsedou. Stál u zrodu pravidelných přehlídek Sochařská bilance Olomouc. V 60. letech podnikl studijní cesty do Egypta, Německa, Rakouska, později navštívil také Indii (1972) a Francii (1982). V letech 1970-1983 byl členem krajské umělecké komise pro spolupráci s architekty.

## Dílo
Základům sochařské práce se Rudolf Chorý naučil již během středoškolských studií ve Zlíně, kde modeloval portréty (Chopin, M. Ketman, 1950), figurální studie (Brankářka - hráčka házené, sádra, kámen, 1951) a ženské akty podle živého modelu. Měl zde také možnost sekat v kameni (reliéf Emil Zátopek, dolomit, náhrobní plastika Portrét letce, pískovec, 1951).
Jako student AVU Chorý modeloval zvířata (Velbloud, 1953, Sova pálená, 1954), vytvořil sérii postav starých lidí (Starý pár, sádra, 1956, Pražská babička I-III, bronz, sádra, 1956) a jako absolventskou práci odevzdal studie Žokej (1957) a rozměrný reliéf na téma Dostihy. Podílel se na některých zakázkách Jana Laudy (Fontána s čápem, pomník J. A. Komenského). Po absolvování školy se nejprve věnoval portrétu (Antonín Dvořák, 1958, Julius Fučík, 1959, Jan Lauda, 1960) a figurální tvorbě (Mateřství, hadec, 1960).
Práce pro architekturu Chorému umožnily odpoutat se od realistické modelace a zvolit volné sochařské pojetí abstraktních témat. Roku 1962 uspěl v soutěži s plastikou Matka země (mramor, 1960), kde uzavřený tvar vyzdvihuje strukturu dřeva (Matka země, jilm, 1962). Od poloviny 60. let následovala série soch ve dřevě, komponovaných jako vertikální organický útvar sestávající z rytmického střídání konvexních a konkávních ploch (Fénix, ořechové dřevo, 1965, mramor, 1965, Tání, jasan, 1965). Další plastiky, v nichž se kompaktní objem otevírá sérií perforací, připomínají abstraktní sousoší (Protiválečná kompozice, jalovec, 1966, hruška, 1967). Volná tvorba Rudolfa Chorého se vyvíjí ke stále komplikovanějším tvarům a vrcholí v soše Podzim (dub, 1967), kde prázdný objem hraje stejně významnou roli jako soustava plných tvarů, které vytvářejí dynamickou soustavu zaoblených ploch. K abstraktním sochám ve dřevě se Chorý vrátil znovu v 80. letech (Fénix II, jasan, 1980, Hnízdo, jasan, 1982).
Kompaktní tvar monumentální plastiky Rašení (mramor, 1969) je abstraktní ideou přírodního procesu odvozenou od reálné organické struktury. Na podobné téma vytvořil později kamenné plastiky Květ (mramor, 1976) a Olomoucká Flora (pískovec, 1981).
Přechod k abstrakci ovlivnil i nové pojetí figurální tvorby Rudolfa Chorého v redukci detailů a prolnutí základních tvarů (Dobytí vesmíru, slivenecký mramor, 1962, Milenci, žula, 1965). V některých dřevěných sochách je figura pouze naznačena (Sloup, ořech, 1968, Léto, lípa, 1969), ale v pozdější tvorbě se Chorý k figuře opakovaně vrací (Mateřství, 1975, Zrození Venuše, pískovec, 1980, Eva, ořech, 1980, Splynutí, jilm, 1984).
V 70. letech začal Chorý pracovat s kovem a vytvořil několik geometrických kompozic do veřejného prostoru z chromniklové oceli (Vnitřní stavba kovu, 1972-73, Elektron, 1979, Ražba mincí, 1982). Jiné kovové plastiky kombinují geometrické a organické tvary (Kapka rosy, 1975-6, Ptačí napajedlo, 1975, Zrcadlení, 1975).
Vložení lidské figury do jakési krystalické drůzy v soše Signály z vesmíru (bronz a žula, 1974) nebo přímé citace archeologických nálezů v abstraktním reliéfu Přes překážky ke hvězdám (sádra, 1975) a pomníku Sonda do pravěku (travertin, 1987) svým pojetím vybočují z Chorého díla a jako symbolická architektura  patrně souvisejí se zadáním.
Chorý se průběžně věnoval také portrétu (Mateřství, sádra, 1975, V. I. Lenin, sádra, 1976, N. V. Gogol, bronz, 1978, J. A. Komenský, bronz, 1986), zvířecí plastice (Kocour, diorit, 1980, Noc, diorit, 1982) a medailérské tvorbě (Plaketa pro MNV v Šumperku, 1960, Plaketa pro ZŠ v Nemilanech, 1970).
V díle Rudolfa Chorého je patrná inspirace barokní kulturou Olomouce a proto přirozenou cestou inklinoval k organickému tvarosloví a expresivnímu principu skladu hmoty. V jeho tvorbě proto nemohlo dojít k abstrakci ve smyslu čistě formálního řádu.

### Realizace

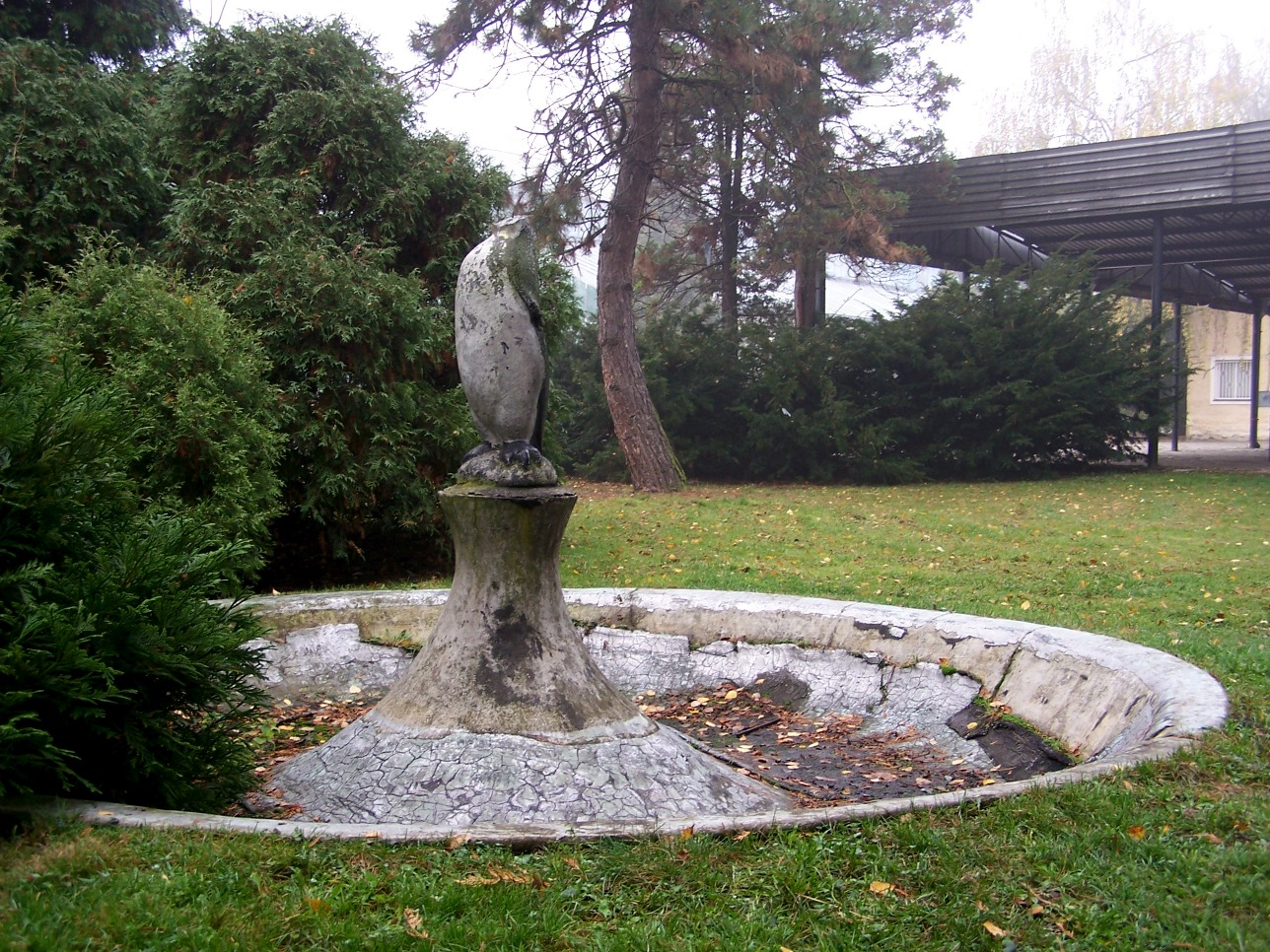
1959 Fontána s tučnákem, stav v roce 2004

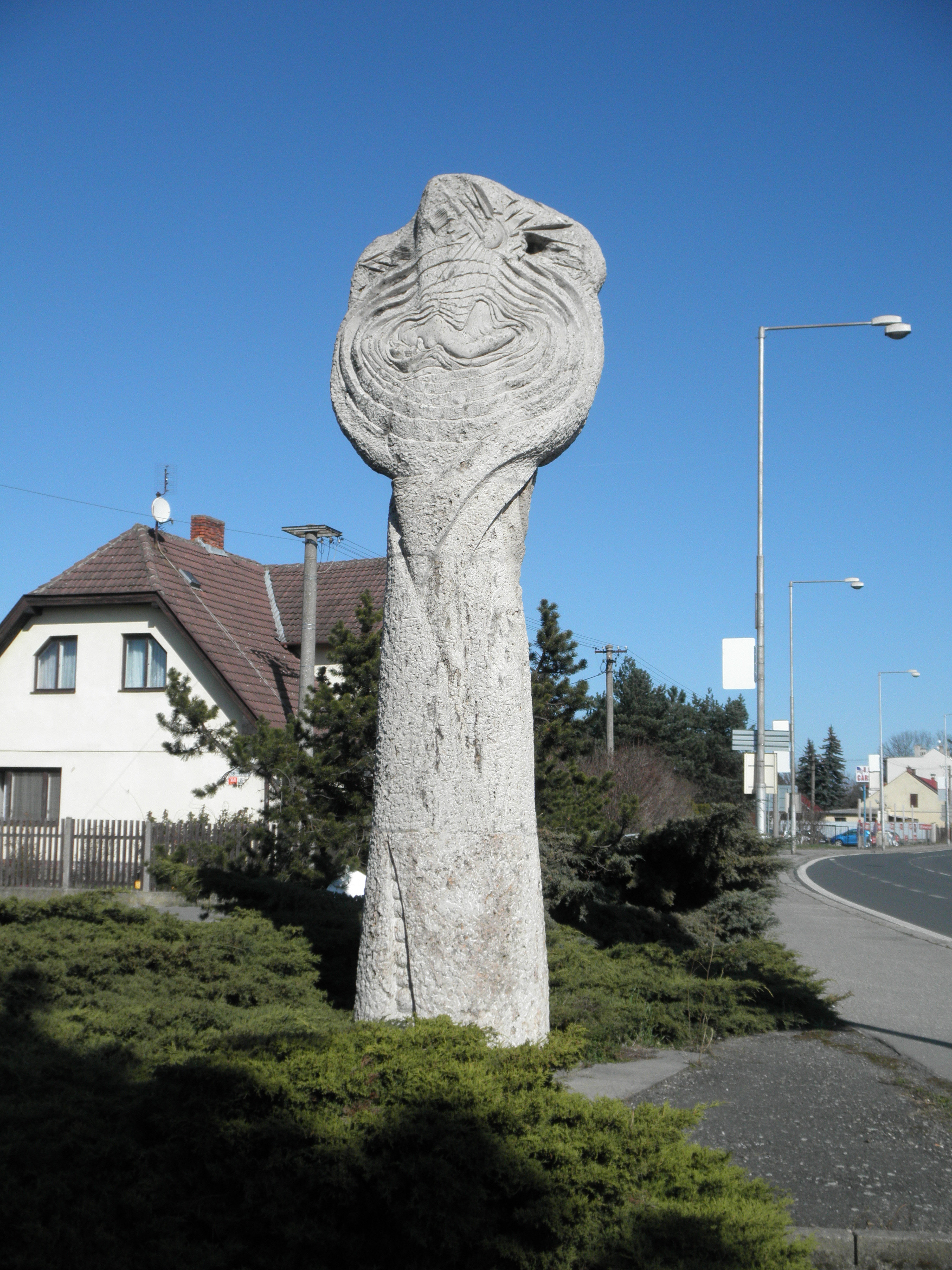
Socha Haná v ulici Lipenská v Olomouci. Sochu vytvořil z jugoslávského travertinu Rudolf Chorý v roce 1988.

- 1957-58 Výr (kašna), pískovec, Šumperk
- 1959 Fontána s tučnákem, umělý kámen, Smetanovy sady, Olomouc, odstraněno 2015-2016[3]
- 1959-60 Matka země II., slivenecký mramor, Olomouc (hotelový dům)
- 1961-65 Dobytí vesmíru, bronz, Olomouc, tř. Kosmonautů - odstraněno[4]
- 1964-65 Dobytí vesmíru, mramor, Přerov, sídliště Šířava[5]
- 1965 Fénix, slezský mramor, krematorium v Olomouci
- 1969 Rašení, mramor, Olomouc (sídliště)
- 1972 Květ, chromniklová ocel, žula, Nový Jičín
- 1972-73 Vnitřní stavba kovu, chromniklová ocel, mramor, Dobrá (VÚHŽ)
- 1972-74 Signály vesmíru, bronz, žula, Přerov (sídliště)
- 1973-74 Sloup, chromniklová ocel, žula, Vsetín (nákup. středisko)
- 1974-75 Dar země, pískovec, ZŠ Šumperk
- 1975 Květ, bulharský mramor, Rožnov pod Radhoštěm
- 1975-76 Kapka rosy ve slunečním svitu, chromniklová ocel, Ostrožská Nová Ves (úpravna vody)
- 1978 busta N.V. Gogola, bronz, Jeseník
- 1979 Elektron, chromniklová ocel, Topolná (vysílač)
- 1979-80 Zrození Venuše (kašna/fontána), pískovec, Olomouc (sídliště)
- 1980-81 Eva, jugoslávský mramor, Lázně Jeseník
- 1981-82 Olomoucká Flora, Olomouc, hotel Flora
- 1982 Ražba mincí, chromniklová ocel, Olomouc, banka
- 1985 Hnízdo, jugoslávský travertin, ulice Dlouhá v Olomouci[3]
- 1988 Haná, jugoslávský travertin, ulice Lipenská v Olomouci[3]

### Zastoupení ve sbírkách
- Magistrát města Ostravy
- Muzeum umění Olomouc

## Ocenění
- 1956 ateliérová cena AVU
- 1960, 1965 cena v celostátní soutěži (15. a 20. výročí osvobození)
- 1962 1. cena v celostátní soutěži (plastika před nádražím v Olomouci)
- 1967 čestné uznání KNV Ostrava za sochařskou tvorbu
- 1996 Cena Masarykovy Akademie umění za uměleckou činnost
- 2005 Cena města Olomouce[6]

## Galerie

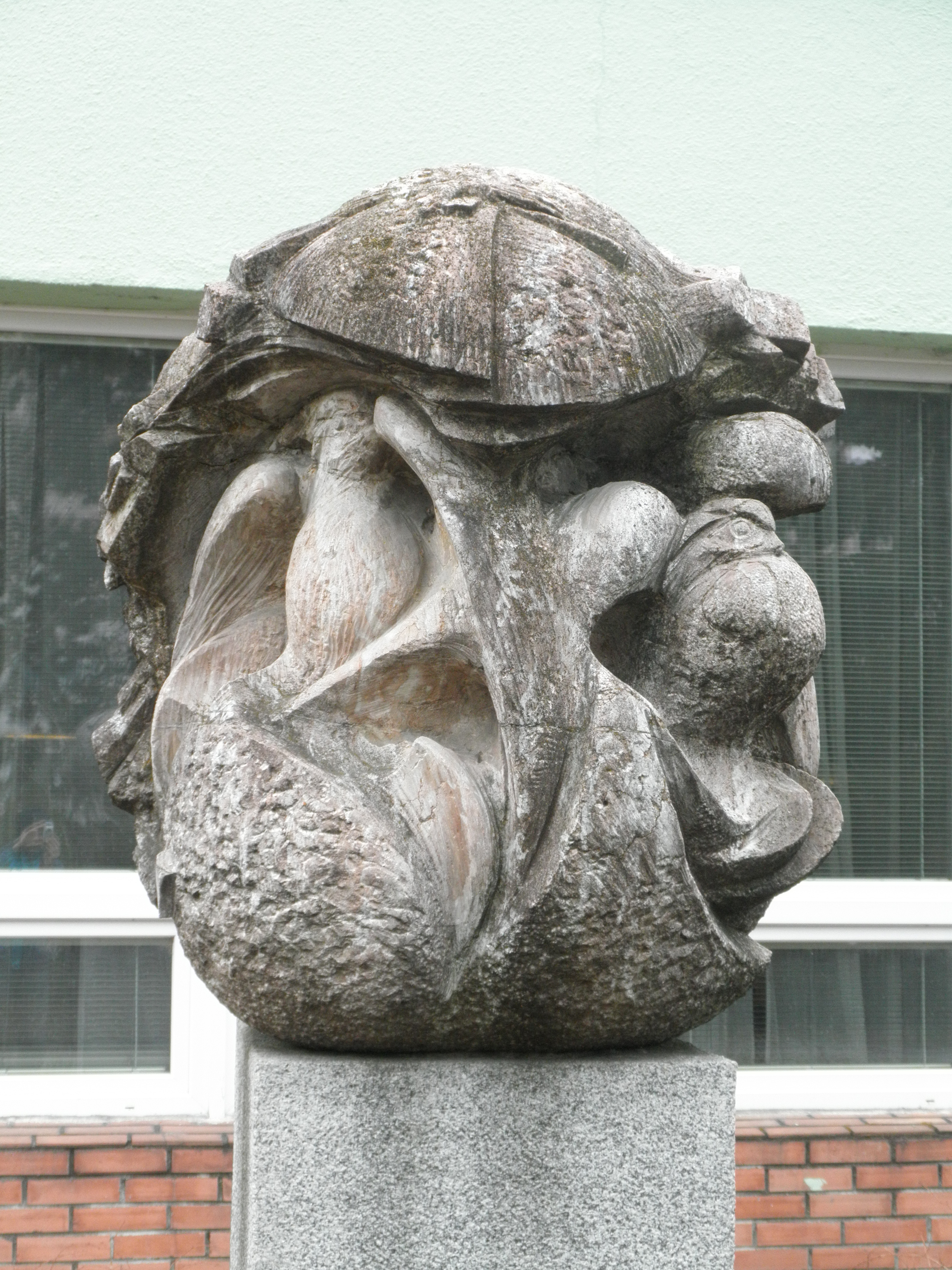
Socha Hnízdo v ulici Dlouhá v Olomouci. Sochu vytvořil z jugoslávského travertinu Rudolf Chorý v roce 1985.
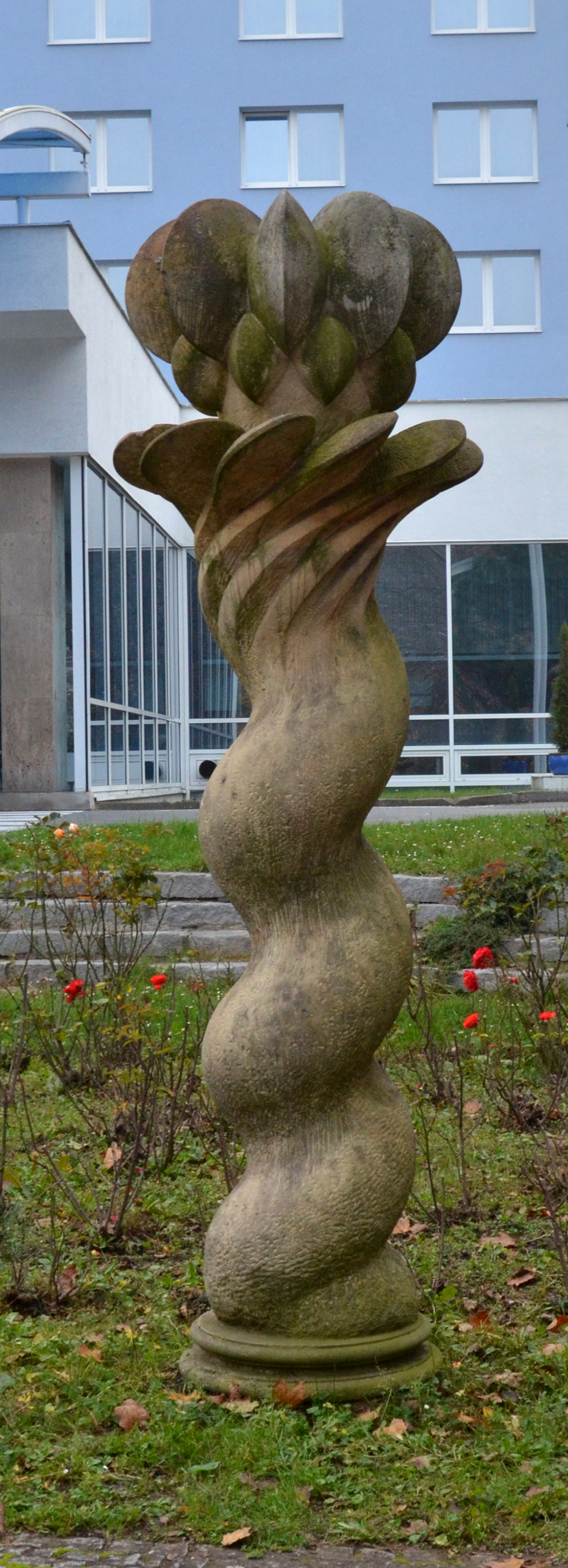
Rudolf Chorý, Olomoucká Flora, 1981-82
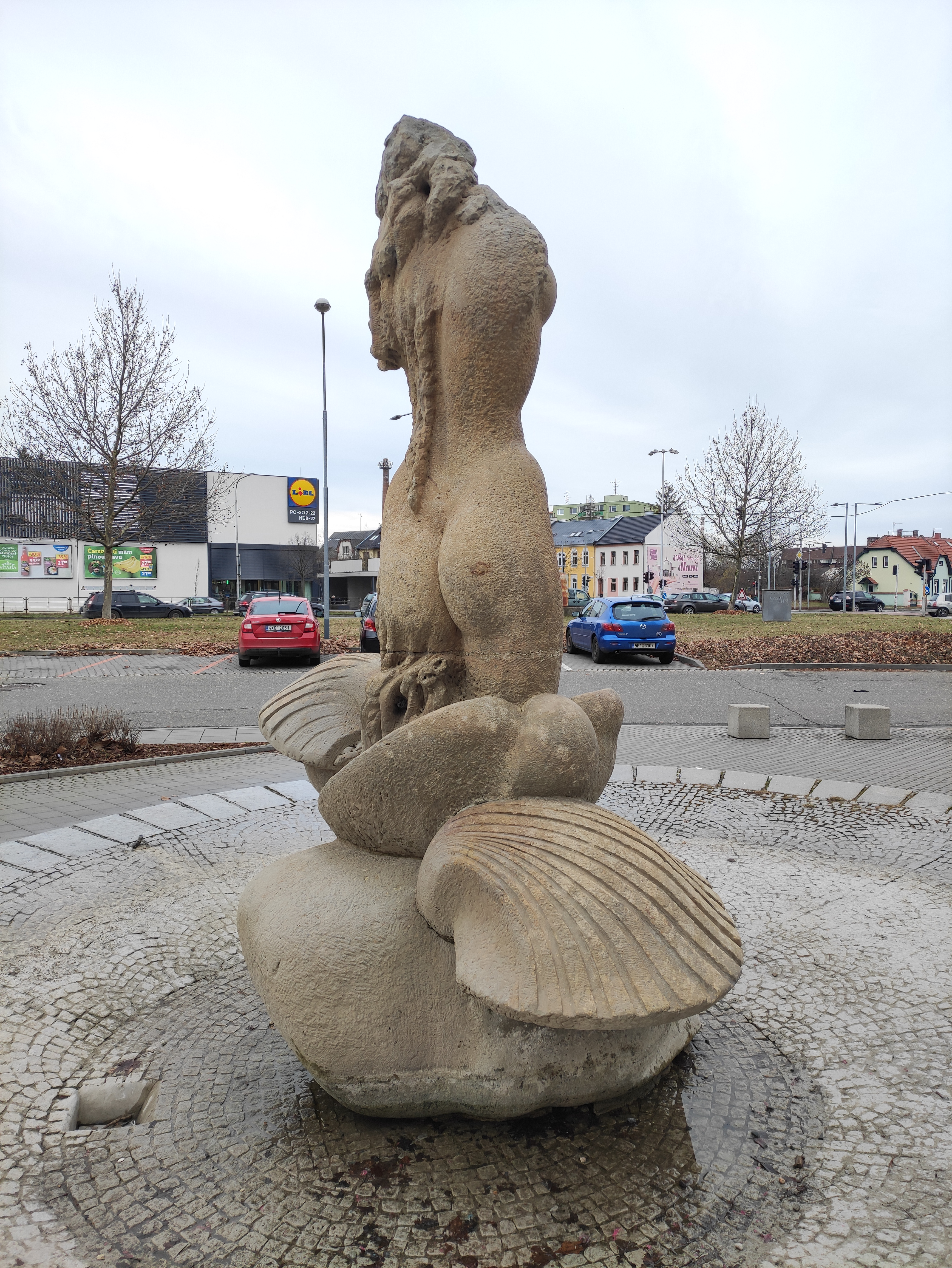
Fontána Zrození Venuše v Olomouci-Povelu
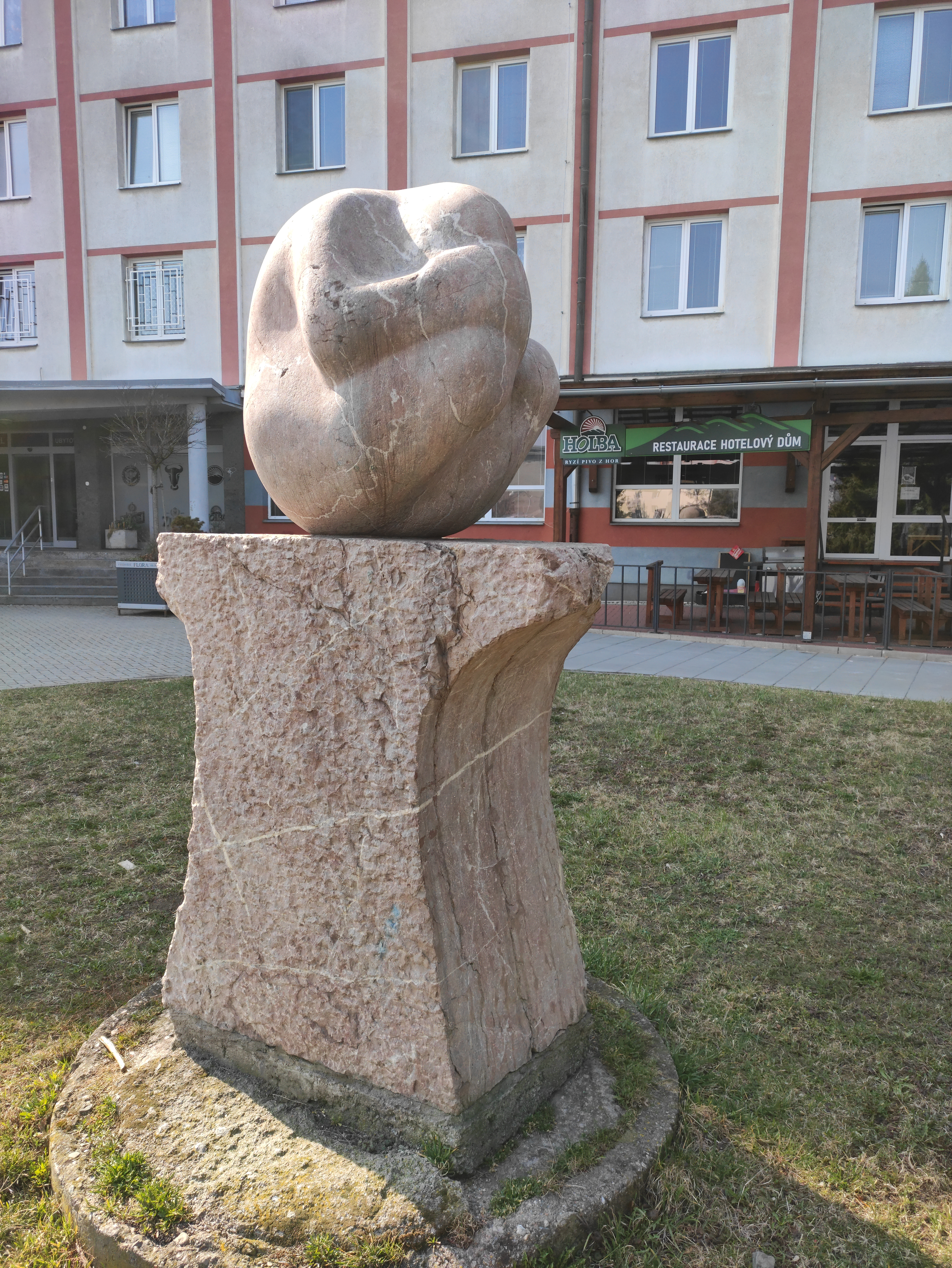
Matka Země II.

#### Publikace
- František Dvořák: Rudolf Chorý, nakl. Profil Ostrava, 1989, ISBN 80-7034-017-7
- Rudolf Chorý: Sochařské dílo, 1990, Lauda Jan, Soukup Michal, aut. kat. 39 s., Oblastní galerie výtvarného umění v Olomouci
- Sochařství v Olomouckém kraji 1900 - 2012, Daněk L a kol., Agentura Galia, Olomouc 2012, ISBN 978-80-904352-6-1

#### Články
- Jiří Šetlík, Bilance československého sochařství (Problémy vývoje československého výtvarného umění v dvaceti letech osvobozené vlasti), Výtvarné umění, 15,4-5,1965, s. 145-167
- Jiří Šetlík, Vědomí souvislosti, Výtvarné umění 16, 1966, s. 282-285
- Petr Wittlich, Elementarismus v současném sochařství, Výtvarné umění 16, 1966, s. 341-344